# Liste der Biografien/Kolc
Liste der Biografien |
Portal Biografien |
Personensuche
# |
A |
B |
C |
D |
E |
F |
G |
H |
I |
J |
K |
L |
M |
N |
O |
P |
Q |
R |
S |
T |
U |
V |
W |
X |
Y |
Z |
?
 
Ka |
Kb |
Kc |
Kd |
Ke |
Kf |
Kg |
Kh |
Ki |
Kj |
Kl |
Km |
Kn |
Ko |
Kp |
Kr |
Ks |
Kt |
Ku |
Kv |
Kw |
Ky |
Kx |
Kz
 
Koa |
Kob |
Koc |
Kod |
Koe |
Kof |
Kog |
Koh |
Koi |
Koj |
Kok |
Kol |
Kom |
Kon |
Koo |
Kop |
Kor |
Kos |
Kot |
Kou |
Kov |
Kow |
Kox |
Koy |
Koz
 
Kola |
Kolb |
Kolc |
Kold |
Kole |
Kolf |
Kolg |
Kolh |
Koli |
Kolj |
Kolk |
Koll |
Kolm |
Koln |
Kolo |
Kolp |
Kolr |
Kols |
Kolt |
Kolu |
Kolv |
Kolw |
Koly |
Kolz
Die Liste der Biografien führt alle Personen auf, die in der deutschsprachigen Wikipedia einen Artikel haben. Dieses ist eine Teilliste mit 10 Einträgen von Personen, deren Namen mit den Buchstaben „Kolc“ beginnt.

## Kolc

### Kolca
- Kolçak, Harun (1955–2017), türkischer Popmusiker
- Kolčák, Kristián (* 1990), slowakischer Fußballspieler

### Kolch
- Kolchin, Ellis (1916–1991), US-amerikanischer Mathematiker
- Kolchos, athenischer Töpfer

### Kolck
- Kolck, Ubirajara van (* 1963), brasilianisch-amerikanischer Physiker
- Kolck, Werner (* 1880), deutscher Jurist und Wirtschaftsfunktionär

### Kolcs
- Kölcsey, Ferenc (1790–1838), ungarischer Schriftsteller

### Kolcz
- Kolczonay, Ernő (1953–2009), ungarischer Fechter
- Kolczyk, Wolfgang (* 1971), deutscher Fußballspieler
- Kolczyński, Tomek (* 1973), Schweizer Musiker, Komponist und Klangkünstler